# Lista planetelor minore/38501–38600
Aceasta este Lista planetelor minore/38501–38600; pentru a naviga prin lista completă vezi Lista planetelor minore.
Pentru ale detalii vezi și Proiect:Astronomie sau Portal:Astronomie.
| Nume              | Denumire provizorie | Data descoperirii | Locul descoperirii | Descoperitor(i)                         |
| ----------------- | ------------------- | ----------------- | ------------------ | --------------------------------------- |
| 38501 -           | 1999 TN170          | 10 octombrie 1999 | Socorro            | LINEAR                                  |
| 38502 -           | 1999 TC171          | 10 octombrie 1999 | Socorro            | LINEAR                                  |
| 38503 -           | 1999 TF186          | 12 octombrie 1999 | Socorro            | LINEAR                                  |
| 38504 -           | 1999 TO186          | 12 octombrie 1999 | Socorro            | LINEAR                                  |
| 38505 -           | 1999 TU190          | 12 octombrie 1999 | Socorro            | LINEAR                                  |
| 38506 -           | 1999 TB192          | 12 octombrie 1999 | Socorro            | LINEAR                                  |
| 38507 -           | 1999 TD192          | 12 octombrie 1999 | Socorro            | LINEAR                                  |
| 38508 -           | 1999 TR213          | 15 octombrie 1999 | Socorro            | LINEAR                                  |
| 38509 -           | 1999 TQ220          | 1 octombrie 1999  | Catalina           | CSS                                     |
| 38510 -           | 1999 TF221          | 2 octombrie 1999  | Catalina           | CSS                                     |
| 38511 -           | 1999 TU230          | 5 octombrie 1999  | Anderson Mesa      | LONEOS                                  |
| 38512 -           | 1999 TU233          | 3 octombrie 1999  | Socorro            | LINEAR                                  |
| 38513 -           | 1999 TJ236          | 3 octombrie 1999  | Catalina           | CSS                                     |
| 38514 -           | 1999 TF238          | 4 octombrie 1999  | Catalina           | CSS                                     |
| 38515 -           | 1999 TP245          | 7 octombrie 1999  | Catalina           | CSS                                     |
| 38516 -           | 1999 TQ248          | 8 octombrie 1999  | Catalina           | CSS                                     |
| 38517 -           | 1999 TL249          | 9 octombrie 1999  | Catalina           | CSS                                     |
| 38518 -           | 1999 TN252          | 8 octombrie 1999  | Socorro            | LINEAR                                  |
| 38519 -           | 1999 TB253          | 9 octombrie 1999  | Socorro            | LINEAR                                  |
| 38520 -           | 1999 TZ255          | 9 octombrie 1999  | Kitt Peak          | Spacewatch                              |
| 38521 -           | 1999 TG262          | 14 octombrie 1999 | Socorro            | LINEAR                                  |
| 38522 -           | 1999 TA271          | 3 octombrie 1999  | Socorro            | LINEAR                                  |
| 38523 -           | 1999 TY279          | 7 octombrie 1999  | Socorro            | LINEAR                                  |
| 38524 -           | 1999 TS287          | 10 octombrie 1999 | Socorro            | LINEAR                                  |
| 38525 -           | 1999 TY288          | 10 octombrie 1999 | Socorro            | LINEAR                                  |
| 38526 -           | 1999 TB296          | 1 octombrie 1999  | Catalina           | CSS                                     |
| 38527 -           | 1999 TJ315          | 9 octombrie 1999  | Socorro            | LINEAR                                  |
| 38528 -           | 1999 UL4            | 31 octombrie 1999 | Fountain Hills⁠(d)  | C. W. Juels⁠(d)                          |
| 38529             | 1999 UR6            | 29 octombrie 1999 | Xinglong           | Beijing Schmidt CCD Asteroid Program⁠(d) |
| 38530 -           | 1999 UY14           | 29 octombrie 1999 | Catalina           | CSS                                     |
| 38531 -           | 1999 UF15           | 29 octombrie 1999 | Catalina           | CSS                                     |
| 38532 -           | 1999 UQ24           | 28 octombrie 1999 | Catalina           | CSS                                     |
| 38533 -           | 1999 UQ33           | 31 octombrie 1999 | Kitt Peak          | Spacewatch                              |
| 38534 -           | 1999 UQ39           | 31 octombrie 1999 | Kitt Peak          | Spacewatch                              |
| 38535 -           | 1999 UO42           | 28 octombrie 1999 | Catalina           | CSS                                     |
| 38536 -           | 1999 UT42           | 28 octombrie 1999 | Catalina           | CSS                                     |
| 38537 -           | 1999 UJ43           | 28 octombrie 1999 | Catalina           | CSS                                     |
| 38538 -           | 1999 UZ47           | 30 octombrie 1999 | Catalina           | CSS                                     |
| 38539 -           | 1999 UH52           | 31 octombrie 1999 | Catalina           | CSS                                     |
| 38540 Stevens     | 1999 VG2            | 5 noiembrie 1999  | Jornada⁠(d)         | D. S. Dixon⁠(d)                          |
| 38541 Rustichelli | 1999 VT6            | 7 noiembrie 1999  | Cavezzo            | Cavezzo                                 |
| 38542 -           | 1999 VD7            | 7 noiembrie 1999  | Višnjan            | K. Korlević                             |
| 38543 -           | 1999 VW9            | 9 noiembrie 1999  | Fountain Hills⁠(d)  | C. W. Juels⁠(d)                          |
| 38544 -           | 1999 VS21           | 12 noiembrie 1999 | Višnjan            | K. Korlević                             |
| 38545 -           | 1999 VS27           | 3 noiembrie 1999  | Catalina           | CSS                                     |
| 38546 -           | 1999 VV32           | 3 noiembrie 1999  | Socorro            | LINEAR                                  |
| 38547 -           | 1999 VN35           | 3 noiembrie 1999  | Socorro            | LINEAR                                  |
| 38548 -           | 1999 VK47           | 3 noiembrie 1999  | Socorro            | LINEAR                                  |
| 38549 -           | 1999 VG48           | 3 noiembrie 1999  | Socorro            | LINEAR                                  |
| 38550 -           | 1999 VS53           | 4 noiembrie 1999  | Socorro            | LINEAR                                  |
| 38551 -           | 1999 VD54           | 4 noiembrie 1999  | Socorro            | LINEAR                                  |
| 38552 -           | 1999 VD66           | 4 noiembrie 1999  | Socorro            | LINEAR                                  |
| 38553 -           | 1999 VU68           | 4 noiembrie 1999  | Socorro            | LINEAR                                  |
| 38554 -           | 1999 VR78           | 4 noiembrie 1999  | Socorro            | LINEAR                                  |
| 38555 -           | 1999 VG83           | 1 noiembrie 1999  | Kitt Peak          | Spacewatch                              |
| 38556 -           | 1999 VP87           | 5 noiembrie 1999  | Socorro            | LINEAR                                  |
| 38557 -           | 1999 VV92           | 9 noiembrie 1999  | Socorro            | LINEAR                                  |
| 38558 -           | 1999 VM114          | 9 noiembrie 1999  | Catalina           | CSS                                     |
| 38559 -           | 1999 VC115          | 9 noiembrie 1999  | Catalina           | CSS                                     |
| 38560 -           | 1999 VC123          | 5 noiembrie 1999  | Kitt Peak          | Spacewatch                              |
| 38561 -           | 1999 VA133          | 10 noiembrie 1999 | Kitt Peak          | Spacewatch                              |
| 38562 -           | 1999 VG139          | 10 noiembrie 1999 | Kitt Peak          | Spacewatch                              |
| 38563 -           | 1999 VW140          | 10 noiembrie 1999 | Kitt Peak          | Spacewatch                              |
| 38564 -           | 1999 VB144          | 11 noiembrie 1999 | Catalina           | CSS                                     |
| 38565 -           | 1999 VY145          | 12 noiembrie 1999 | Socorro            | LINEAR                                  |
| 38566 -           | 1999 VQ147          | 14 noiembrie 1999 | Socorro            | LINEAR                                  |
| 38567 -           | 1999 VZ161          | 14 noiembrie 1999 | Socorro            | LINEAR                                  |
| 38568 -           | 1999 VE184          | 15 noiembrie 1999 | Socorro            | LINEAR                                  |
| 38569 -           | 1999 VO198          | 3 noiembrie 1999  | Catalina           | CSS                                     |
| 38570 -           | 1999 VH199          | 2 noiembrie 1999  | Catalina           | CSS                                     |
| 38571 -           | 1999 VH211          | 14 noiembrie 1999 | Catalina           | CSS                                     |
| 38572 -           | 1999 VU223          | 5 noiembrie 1999  | Socorro            | LINEAR                                  |
| 38573 -           | 1999 WA1            | 19 noiembrie 1999 | High Point⁠(d)      | D. K. Chesney⁠(d)                        |
| 38574 -           | 1999 WS4            | 28 noiembrie 1999 | Ōizumi             | T. Kobayashi                            |
| 38575 -           | 1999 XH2            | 2 decembrie 1999  | Kitt Peak          | Spacewatch                              |
| 38576 -           | 1999 XL3            | 4 decembrie 1999  | Catalina           | CSS                                     |
| 38577 -           | 1999 XZ10           | 5 decembrie 1999  | Catalina           | CSS                                     |
| 38578 -           | 1999 XS11           | 6 decembrie 1999  | Catalina           | CSS                                     |
| 38579 -           | 1999 XM15           | 5 decembrie 1999  | Višnjan            | K. Korlević                             |
| 38580 -           | 1999 XN17           | 2 decembrie 1999  | Socorro            | LINEAR                                  |
| 38581 -           | 1999 XQ17           | 2 decembrie 1999  | Socorro            | LINEAR                                  |
| 38582 -           | 1999 XE37           | 7 decembrie 1999  | Fountain Hills⁠(d)  | C. W. Juels⁠(d)                          |
| 38583 -           | 1999 XX42           | 7 decembrie 1999  | Socorro            | LINEAR                                  |
| 38584 -           | 1999 XH47           | 7 decembrie 1999  | Socorro            | LINEAR                                  |
| 38585 -           | 1999 XD67           | 7 decembrie 1999  | Socorro            | LINEAR                                  |
| 38586 -           | 1999 XW70           | 7 decembrie 1999  | Socorro            | LINEAR                                  |
| 38587 -           | 1999 XO80           | 7 decembrie 1999  | Socorro            | LINEAR                                  |
| 38588 -           | 1999 XV91           | 7 decembrie 1999  | Socorro            | LINEAR                                  |
| 38589 -           | 1999 XV113          | 11 decembrie 1999 | Socorro            | LINEAR                                  |
| 38590 -           | 1999 XT115          | 5 decembrie 1999  | Catalina           | CSS                                     |
| 38591 -           | 1999 XZ116          | 5 decembrie 1999  | Catalina           | CSS                                     |
| 38592 -           | 1999 XH162          | 13 decembrie 1999 | Socorro            | LINEAR                                  |
| 38593 -           | 1999 XF166          | 10 decembrie 1999 | Socorro            | LINEAR                                  |
| 38594 -           | 1999 XF193          | 12 decembrie 1999 | Socorro            | LINEAR                                  |
| 38595 -           | 1999 XD196          | 12 decembrie 1999 | Socorro            | LINEAR                                  |
| 38596 -           | 1999 XP199          | 12 decembrie 1999 | Socorro            | LINEAR                                  |
| 38597 -           | 1999 XU200          | 12 decembrie 1999 | Socorro            | LINEAR                                  |
| 38598 -           | 1999 XQ208          | 13 decembrie 1999 | Socorro            | LINEAR                                  |
| 38599 -           | 1999 XC210          | 13 decembrie 1999 | Socorro            | LINEAR                                  |
| 38600 -           | 1999 XR213          | 14 decembrie 1999 | Socorro            | LINEAR                                  |